# Zespół Morela-Wildiego
Zespół Morela-Wildiego (ang. Morel-Wildi syndrome) – rzadko stosowane określenie na zaburzenie rozwojowe kory mózgowej, polegające na obecności w niej rozsianych grudek, przypuszczalnie pochodzenia dysgenetycznego i bezobjawowych. Opis zespołu pochodzi od szwajcarskich lekarzy Ferdinanda Morela (1888-1957) i Erwina Wildiego (1917-).